# Dimeria leptorhachis
Dimeria leptorhachis är en gräsart som beskrevs av Eduard Hackel. Dimeria leptorhachis ingår i släktet Dimeria och familjen gräs. Inga underarter finns listade i Catalogue of Life.